# Гродзиский повет (Великопольское воеводство)
Гродзиский повет (Великопольское воеводство) (пол. Powiat grodziski (wielkopolski)) — повет (район) в Польше, входит как административная единица в Великопольское воеводство. Центр повета — город Гродзиск-Велькопольски. Занимает площадь 643,72 км². Население — 51 426 человек (на 31 декабря 2015 года).

## Административное деление
- города: Гродзиск-Велькопольски, Раконевице, Велихово
- городско-сельские гмины: Гмина Гродзиск-Велькопольски, Гмина Раконевице, Гмина Велихово
- сельские гмины: Гмина Граново, Гмина Каменец

## Демография
Население повета дано на 31 декабря 2015 года.
| Перепись            | Всего | Мужчины | Женщины |
| ------------------- | ----- | ------- | ------- |
| Всего               | 51426 | 25604   | 25822   |
| Городское население | 19742 | 9661    | 10081   |
| Сельское население  | 31684 | 15943   | 15741   |